# 詩羽
詩羽（うたは、2001年〈平成13年〉8月9日 - ）は日本のアーティスト、ファッションモデル、歌手、音楽ユニット・水曜日のカンパネラのボーカルメンバー。本名同じ（姓は非公表）。身長152cm。

## 来歴
東京都生まれ。
小さい頃は内気で人見知りな性格で、集団生活が不得意で学校生活では対人関係などが上手くいかない自身を嫌い塞ぎ込んでいた。
自分から前に出るタイプではなかったが、それと同時に負けず嫌いであり、好きな分野である絵や歌では賞をとることもあったという。
小学4年生の時に両親の離婚をきっかけに埼玉県で生活していたが、中学生になってからは東京に転居している。小学生時代にお迎えが来るまで傍にいてくれた友達の無言の愛情に優しさを感じていたという。
中学生の頃にボーカロイドの楽曲が流行り、カゲロウプロジェクト系や初音ミクなどの曲をカラオケで歌っていた。
学生時代は校則や"普通"であることに縛られ窮屈に感じており、当時感じた生きづらさは高校生のときがピークであったとしている。
中でも高校1年生の頃、精神的に限界を感じた際に自身の見た目を変えることで前向きになれるのではと考え、家で1人で口にピアスを開け、髪の毛を刈り上げ、前髪をオンザ眉毛にした。
以来、ファッションに興味を持つようになり、自身の理想に近づくにつれて自分のことを好きになり、自己肯定感を上げることができたという。
高校3年間は軽音部で、WANIMAやKANA-BOONなど男性ボーカルの邦ロックを演奏、主にギターボーカルを担当していた。
この頃は歌手を目指していた事もなく、主に自己表現の一つとしてバンド活動に励んでいた。
他に、洋服の制作や撮影、自身も被写体となるなどファッション関連の活動を活発に行うようになり、スケジュール管理などを含め全て自身でプロデュースしていた。
高校卒業後は大学に進学、同時にフリーランスのモデルとして活動を始めた。
大学在学中はグラフィックを専攻、デザインを学んでいた。
2021年（令和3年）4月11日、『ミスiD2021』にて、「アメイジング ミスiD2021」「赤澤える賞」受賞。
2021年（令和3年）9月6日、音楽ユニット・水曜日のカンパネラに2代目主演・歌唱担当として加入。10月8日、PARCOによるカルチャー・フェス「P.O.N.D ～パルコで出会う、まだわからない世界～」に出演、詩羽にとって初のライブ出演となる。10月27日、水曜日のカンパネラに加入後初のミュージックビデオ『アリス / バッキンガム』を同時に発表、両作品で主演・歌唱を務める。
2023年（令和5年）6月14日、日本テレビ系のテレビドラマ『最高の教師_1年後、私は生徒に■された』に生徒役として出演することが発表された。
2024年（令和6年）7月3日に、北海道・Zepp Sapporoで開催した水曜日のカンパネラのZeppツアー『水曜日のカンパネラ ZEPP TOUR 2024 POP DELIVERY』内で「詩羽」名義でソロプロジェクトを開始することを発表。吉田一郎不可触世界をプロデューサーに迎え、全曲詩羽が作詞・作曲を手掛けた1stソロアルバム『うたうように、ほがらかに』を翌4日に配信で、8月9日にCDとしてリリース。またCDリリース日と同日に初のソロワンマンライブ『うたうように、ほがらかに』を東京・新宿LOFTで開催した。
2025年8月12日、明治神宮野球場で行われたプロ野球『東京ヤクルトスワローズ 対 横浜DeNAベイスターズ』戦の始球式を担当した。

## 人物
「詩羽（うたは）」という名前は本名である。ただし、苗字は公表していない。
2023年10月30日、未公表の個人情報がテレビ番組で放送されたことを受け、「大学どこか、ずっと公開してなかったのに…かなしいな」「プライバシーが守られないのは切ないなぁ」とX（旧ツイッター）に複雑な思いを綴った。今後も出身中高、大学を公表しないことも同投稿内で表明している。
1980〜90年代のレトロなデザインやファッションに興味があり、髪型やメイク、ピアスなど、自身の容姿にも個性を発揮している。また、オンザ眉毛の前髪、サイドとバックの頭髪の刈り上げ、口元のピアスに加え、笑顔をチャームポイントとしている。
実家で3匹の猫を飼っている。猫について、「顔をうずめて息を吸うと幸せな気持ちになれる」というほど尊い存在だとしている。また、「神様」とも称している。
小学生の頃、家にあった『ご近所物語』を読み衝撃を受け、矢沢あいの作品を好きになった。他に、『天使なんかじゃない』、『NANA』にも影響を受けた。
高校の頃にハマったバンドは、クリープハイプ、go!go!vanillas。
好きな食べ物はイチゴ、アイスクリーム。苦手な食べ物はタマネギ。好きな映画は『下妻物語』、『タロウのバカ』、『地獄でなぜ悪い』。好きな本は『祐介』。水曜日のカンパネラの楽曲で特に好きな楽曲は『桃太郎』。好きなアーティストはカネコアヤノ。憧れの女性は二階堂ふみ。
好きな食べ物のアイスクリームについては、サーティーワンやコンビニで販売される新作を必ずチェックするほど。特にイチゴ味とバナナ味が好き。
崎山蒼志とは飲み友達である。

### 趣味
趣味はギターの弾き語り、写真撮影、絵を描くこと。写真撮影ではフィルムカメラを好む。
ポケモンの指人形（ポケモンキッズ）を収集しており、530体以上所有している。

## 水曜日のカンパネラのメンバーとして
2021年9月6日に初代ボーカルのコムアイが脱退し、2代目ボーカルとして詩羽が加入した。
今後の目標として、「自分自身が一番楽しく、聴いてくれる、見てくれる人も一緒に楽しくできるアーティストでありたい。どんどん曲を出してどんどんライブに出て海外にも進出していきたい」と語った。

### 加入までの経緯
2021年6月、詩羽のInstagramを見た知人の知人による紹介を通じて水曜日のカンパネラのマネージャー兼ディレクターにあたるDir.F（ディレクター・エフ）と知り合い、直接会って話をすることを持ち掛けられる。当初、Dir.Fが誰なのか、また、何の話をするのかを全く知らなかった詩羽は少々身構えたが危険な内容ではなさそうだと感じ、面白い話やチャンスがあれば掴みたいという思いから会ってみることにした。
当初話した内容は、これまでの活動や最近頑張っていることなど詩羽の人物像的なことに留まり、水曜日のカンパネラに関する話はなかった。
同年6月中旬、Dir.Fとの3度目の対談で、前触れなく（唐突に）水曜日のカンパネラの新ボーカルとしてのオファーを受ける。その際、詩羽は「やります！」とその場で即答した。
Dir.Fは詩羽の抜擢について、「自身のテーマを持っていた」「芯がある」「ワクワクさせてくれる感じがあってもう一度会いたいと思わせてくれた」と述べている。
オーディションや歌唱の審査などはなかった。

## ディスコグラフィー

### ソロ活動

#### 配信シングル
| 配信日         | タイトル          | 備考                                                                         |
| -------------- | ----------------- | ---------------------------------------------------------------------------- |
| 2024年12月18日 | bonsai feat. CENT | CENT（セントチヒロ・チッチ）とのコラボレーション・シングル。                 |
| 2025年4月23日  | again and again   | 「shin」名義。 詩羽が「shin」役を演じた映画 『パリピ孔明 THE MOVIE』劇中歌。 |

#### 参加作品
- 崎山蒼志「違和感の向こうで」（2024年5月17日）
  - 冒頭部分の朗読で参加[31]。
- ジェニーハイ「ノーメイクスター feat.詩羽」（2024年9月4日）
  - フィーチャリング・ボーカルとして参加[32]。
- CENT（セントチヒロ・チッチ）「Linda feat. 詩羽」（2025年3月12日）
  - フィーチャリング・ボーカルとして参加[33]。
- EIKO & shin feat. 幾田りら「Sing along!!!」
  - 映画『パリピ孔明 THE MOVIE』エンディングテーマ。「shin」名義でボーカルとして参加。EIKOのアルバム『Count on me』（2025年4月23日発売）に収録[34][35]。

### 水曜日のカンパネラ活動
ここでは詩羽加入以降（2021年9月 - ）の水曜日のカンパネラによる楽曲を取り扱う。それ以前は「水曜日のカンパネラ#ディスコグラフィ」を参照。

#### シングル
| 配信開始日 | 配信開始日 | タイトル            | 収録曲                    | 備考     |
| 年         | 月日       | タイトル            | 収録曲                    | 備考     |
| ---------- | ---------- | ------------------- | ------------------------- | -------- |
| 2021年     | 10月27日   | アリス/バッキンガム | 1. アリス 2. バッキンガム | 配信限定 |
| 2022年     | 2月25日    | 招き猫/エジソン     | 1. 招き猫 2. エジソン     | 配信限定 |

#### EP
| 配信開始日 | 配信開始日 | タイトル | 収録曲  | 備考 |
| 年         | 月日       | タイトル | 収録曲  | 備考 |
| ---------- | ---------- | -------- | ------- | ---- |
| 2022年     | 5月25日    | ネオン   | 1. 織姫 |      |

## ミュージックビデオ

### ソロ名義
| 曲名   | 公開日  | 公開日           | 再生時間 | 監督                                 |
| 曲名   | 年      | 月日             | 再生時間 | 監督                                 |
| ------ | ------- | ---------------- | -------- | ------------------------------------ |
| 2024年 | 7月4日  | MY BODY IS CUTE  | 4:09     | Mimori Takagi                        |
| 2024年 | 7月18日 | teenager         | 3:25     | マイ (P.I.C.S. management,CLANQUEEN) |
| 2024年 | 8月1日  | deny             | 4:57     | 枝優花                               |
| 2025年 | 2月14日 | bonsai feat.CENT | 3:28     | GROUPN                               |

### 水曜日のカンパネラ
ここでは詩羽加入以降（2021年9月 - ）の水曜日のカンパネラによるミュージックビデオを取り扱う。それ以前は「水曜日のカンパネラ#ミュージックビデオ」を参照。
| 曲名         | 公開日 | 公開日   | 再生時間 | 監督                   |
| 曲名         | 年     | 月日     | 再生時間 | 監督                   |
| ------------ | ------ | -------- | -------- | ---------------------- |
| アリス       | 2021年 | 10月27日 | 3:40     | 藤代雄一郎             |
| バッキンガム | 2021年 | 10月27日 | 3:47     | マイ（WARS iN CLOSET） |
| 招き猫       | 2022年 | 2月25日  | 3:12     | 髙木美杜               |
| エジソン     | 2022年 | 2月25日  | 3:55     | 渡邉直                 |
| 織姫         | 2022年 | 4月27日  | 2:48     | マイ（WARS iN CLOSET） |

## タイアップ
ソロ名義
| 曲名            | タイアップ                                            | 年     |
| --------------- | ----------------------------------------------------- | ------ |
| MY BODY IS CUTE | 富士フイルム「instax Link」CMソング                   | 2024年 |
| 人間LOVER       | 読売テレビ ドラマDiVE『つづ井さん』オープニング主題歌 | 2024年 |

水曜日のカンパネラ 名義
ここでは詩羽加入以降（2021年9月 - ）の水曜日のカンパネラによるタイアップを取り扱う。それ以前は「水曜日のカンパネラ#タイアップ」を参照。
| 曲名               | タイアップ                                               | 年     |
| ------------------ | -------------------------------------------------------- | ------ |
| Player1            | VALORANT ジャパン・コミュニティソング                    | 2021年 |
| モーニンルーティン | サントリー『天然水スパークリングレモン』WEB CMソング     | 2021年 |
| 七福神             | ピザハット「ハットメルツ 自由でいいじゃん。」編 CMソング | 2023年 |
| マーメイド         | コカ・コーラ「Coke STUDIO マーメイド」編 CMソング        | 2023年 |

## ライブ

### ソロ名義

#### ゲスト出演
- CENT（セントチヒロ・チッチ）『CENT oneman live “CENTIMETRE”』（2025年5月15日、東京・Zepp Diver City (TOKYO)）※サプライズ出演[45]

### 水曜日のカンパネラ
ここでは詩羽加入以降（2021年9月 - ）の水曜日のカンパネラによるライブを取り扱う。それ以前は「水曜日のカンパネラ#主なライブ」を参照。

#### フェス・イベント
| 開催年 | フェス・イベント名                              | 出演日   | 会場                   | 備考                                                                           |
| ------ | ----------------------------------------------- | -------- | ---------------------- | ------------------------------------------------------------------------------ |
| 2021年 | P.O.N.D. 〜パルコで出会う、まだわからない世界〜 | 10月8日  | 渋谷PARCO              | 詩羽にとって初のライブ。当時リリース前の新曲『アリス』『バッキンガム』も披露。 |
| 2021年 | りんご音楽祭2021                                | 11月6日  | アルプス公園           |                                                                                |
| 2022年 | NEW ABNORMAL -ZERO EN START-                    | 1月15日  | ZeppFukuoka            |                                                                                |
| 2022年 | lounge about                                    | 1月20日  | LIQUIDROOM             |                                                                                |
| 2022年 | Ulyses -ユリシス-                               | 2月2日   | ZeppHaneda             |                                                                                |
| 2022年 | BAYCAMP 202202                                  | 2月11日  | CLUB CITTA’ + ATTIC    |                                                                                |
| 2022年 | exPoP!!!!!vol.137                               | 2月25日  | Spotify O-nest         |                                                                                |
| 2022年 | ～湧出!FPP音泉~                                 | 3月17日  | BIGCAT                 |                                                                                |
| 2022年 | スパクル☆ナイト Vol.12                          | 3月25日  | PANNY LANE 24          |                                                                                |
| 2022年 | Output 10th ANNIVERSARY                         | 3月27日  | Output                 | 出演日のタイトルは「水曜日のカンパネラ × caino × Naz スリーマンLIVE」。        |
| 2022年 | SYNCHRONICITY'22                                | 4月3日   | Spotify O-EAST 他      |                                                                                |
| 2022年 | GALAXY MOTEL vol.4                              | 4月8日   | CLUB QUATTRO           | ODD Foot Worksのライブにゲスト出演。                                           |
| 2022年 | CONNECT歌舞伎町2022                             | 4月29日  | 新宿BLAZE 他           |                                                                                |
| 2022年 | 結いのおと                                      | 5月7,8日 | 茨城県結城市北部市街地 |                                                                                |

## 出演

### テレビドラマ
- 最高の教師 1年後、私は生徒に■された（2023年7月15日 - 9月23日、日本テレビ） - 瑞奈ニカ 役[12][52]
- トクメイ!警視庁特別会計係 第5話・第9話（2023年11月13日・12月11日、関西テレビ・フジテレビ） - 塚原薫 役[53]
- パリピ孔明 第9話（2023年11月22日、フジテレビ） - 若者 役[54]
- 婚活1000本ノック 第1話（2024年1月17日、フジテレビ） - オープニングナレーション[55]
- 紫式部のスマホ（2024年9月9日 - 19日、NHK総合） - 紫式部 役[56]

### バラエティ番組
- 無敵のボイス（2023年3月23日・30日・8月25日、NHK Eテレ） - MC・声[57]

### ウェブドラマ
- 最高の生徒 3年後の僕たちは 第4話（2023年8月16日、Tver） - 瑞奈ニカ 役[58]
- 拝啓、大人になる貴方へ（2023年9月23日・30日、Hulu） - 瑞奈ニカ 役[59]
- 僕の愛しい妖怪ガールフレンド 最終話（2024年3月22日、Amazon Prime Video） - eスポーツ大会の司会 役[60]
- HEART ATTACK（2025年3月20日、FOD） - ドラック店店主・くらげ屋 役[61]

### 映画
- アイスクリームフィーバー（2023年7月14日） - 桑島貴子 役[62]
  - I Scream Fever（2023年5月9日）※スピンオフショートフィルム
- 赤羽骨子のボディガード（2024年8月2日） - 首藤孔蘭 役[63]
- パリピ孔明 THE MOVIE（2025年4月25日） - shin 役[64]

### ラジオ
- InterFM Special Program The Girls' Festival 『おんがくひなまつり』LET'S HINAMATSURI（2022年、interFM）[65]
- 水曜日のカンパネラ・レディオ（2022年、interFM）※『Tokyo Scene』内、6月のマンスリー[66]
- 水曜日のカンパネラのオールナイトニッポンX（2022年9月13日（12日深夜）、2023年4月14日（13日深夜）、ニッポン放送）[67][68]
- ALL The Feels（2024年3月11日 - 14日、NACK5） - 週替わりセレクター[69]
- MASSIVE HISTORIA （2024年4月6日〜　土曜日24:00） （J-WAVE）

### CM
- ピザハット「ハットメルツ 自由でいいじゃん。」編[42]（2023年4月）
- コカ・コーラ「Coke STUDIO マーメイド」編[43]（2023年6月）
- TOKYO＜β＞（トーキョーベータ）「TOKYO BETTER LIFE.」編 - ナレーション[70]
- ヘンケル コンシューマーブランド「got2b」（2025年6月）[71]